# Protalebra lineatella
Protalebra lineatella är en insektsart som beskrevs av Henry Fairfield Osborn 1928. Protalebra lineatella ingår i släktet Protalebra och familjen dvärgstritar.
Artens utbredningsområde är Guatemala. Inga underarter finns listade i Catalogue of Life.